# Ingombota
Ingombota é uma cidade e município angolano, capital da província de Luanda. Ao mesmo tempo em que é capital provincial, Ingombota é a centralidade efetiva da cidade de Luanda, a capital nacional; assim, Ingombota é a cidade de Luanda propriamente dita.
Até 2011 foi um dos nove municípios que constituiam a área urbana cidade de Luanda, na província do mesmo nome, em Angola, quando tornou-se um distrito urbano da cidade de Luanda. Em 2024 recuperou seu estatuto de município.
Ingombota tem 9,6 km² e cerca de 370 mil habitantes. Limita-se a oeste e norte com o Oceano Atlântico, a leste com os municípios de Sambizanga e Rangel e a sul com os municípios de Maianga e Samba.

## Toponímia
Embora seja inegável que a palavra Ingombota tem origem no quimbundo, há duas teorias quanto à sua origem. Uma advoga que Ingombota provém da junção das palavras ingombo e kutá, significando local onde abundam quiabos. Outra possibilidade seria a junção das palavras ngombo e kutá, significando refúgio de foragidos (possivelmente escravos), dando origem à palavra Ngombota, aportuguesada para Ingombota.

## Geografia
O município da Ingombota é composto pelos bairros de Maculusso, Patrice Lumumba, Da Ilha e Quinanga. Outros bairros importantes são os de Cidade Baixa, Cidade Alta, Chicala, Coqueiros, Bairro Azul, Praia do Bispo, Mutamba e Vila Clotilde.
A Ilha do Cabo é a zona de lazer dos luandenses, com as suas praias e vistas deslumbrantes sobre a Baía de Luanda. Aqui localiza-se a Igreja da Nossa Senhora do Cabo, a mais antiga de Angola.
A Baixa é a zona de maior concentração financeira e comercial de Luanda. É nesta área que se situam as sedes das maiores empresas a operar em Angola, tanto nacionais como estrangeiras, principalmente em torno da Avenida 4 de Fevereiro. Na Ingombota também existem vários hotéis, numerosos restaurantes, clubes, discotecas, pastelarias, quiosques e todo o tipo de lojas, para além do sempre presente comércio informal, a cargo dos zungueiros.
Na denominada Cidade Alta situam-se, entre outros, o Palácio Presidencial, alguns ministérios, a Assembleia Nacional de Angola, a Fortaleza de São Miguel e a Igreja dos Jesuítas, onde está sepultado Paulo Dias de Novais, o fundador da cidade de Luanda. Ocupando uma posição sobranceira sobre a cidade, este é um local muito procurado por turistas e locais, sendo uma zona bastante policiada mercê da proximidade do Palácio Presidencial.

## Infraestrutura
No município da Ingombota estão ainda localizados o Museu das Forças Armadas, o Museu Nacional de Antropologia e o Museu Nacional de História Natural de Angola. E também o Instituto Médio Politécnico Alda Lara (IMPAL)